# Средний Кундуль
Сре́дний Кунду́ль — хутор в Ипатовском районе (городском округе) Ставропольского края Российской Федерации. До 1 мая 2017 года находился в составе сельского поселения Кевсалинский сельсовет.

## Варианты названия
- Средний-Кундуль[2].

## География
Расстояние до краевого центра: 92 км. Расстояние до районного центра: 22 км.

## Население
| 1989 | 2002 | 2010 | 2014 | 2021 | 2023 |
| ---- | ---- | ---- | ---- | ---- | ---- |
| 76   | ↗88  | ↘37  | ↗40  | ↘33  | →33  |

По данным переписи 2002 года, 66 % населения — русские.